# أليساندرو ميكاي
أليساندرو ميكاي (بالإيطالية: Alessandro Micai) (24 يوليو 1993 في إيطاليا - ) هو لاعب كرة قدم إيطالي في مركز حراسة المرمى. لعب مع نادي باري ونادي باليرمو ونادي فاريسي ونادي كومو ونادي مانتوفا ونادي سودتيرول.

## وصلات خارجية
- أليساندرو ميكاي على موقع قاعدة بيانات كرة القدم.إي يو (الإنجليزية)
- أليساندرو ميكاي على موقع Soccerway.com (الإنجليزية)
- أليساندرو ميكاي على موقع عالم كرة القدم.نت (الإنجليزية)